# Rio Gepiș
O Rio Gepiș é um rio da Romênia, afluente do Crișul Repede, localizado no distrito de Bihor.